# Vescovato, Haute-Corse
Vescovato (tiếng Corse: U Vescuvatu) là một xã ở Haute-Corse trên đảo Corse, Pháp. Xã này có diện tích 17,52 km², dân số năm 1999 là 2316 người. Khu vực này có độ cao trung bình 140 mét trên mực nước biển.